# Silene sieberi
Silene sieberi är en nejlikväxtart som beskrevs av Edward Fenzl. Silene sieberi ingår i släktet glimmar, och familjen nejlikväxter. Inga underarter finns listade i Catalogue of Life.